# Processo de conhecimento
No sistema processual brasileiro há a classificação em processo de conhecimento, processo de execução e processo cautelar.
No processo de conhecimento o objetivo é a busca pela constituição de uma decisão judicial que aplique o direito ao caso concreto, em que se produzem as provas necessárias para que o julgador tenha elementos para proferir uma sentença.
Alguns autores têm publicado obras que abordam criticamente as bases e institutos do processo de conhecimento.